# Canton de Senonches
Le canton de Senonches est une ancienne division administrative française située dans le département d'Eure-et-Loir et la région Centre-Val de Loire.

## Géographie
Ce canton du Thymerais dans le Perche était organisé autour de Senonches dans l'arrondissement de Dreux. Son altitude variait de 161 m (Louvilliers-lès-Perche) à 278 m (Senonches) pour une altitude moyenne de 210 m.

## Administration

### Conseillers généraux de 1833 à 2015
| Période      | Période      | Identité         | Étiquette    | Qualité                                                                                                   |
| ------------ | ------------ | ---------------- | ------------ | --- |
| 1945         | 1963 (décès) | Raymond Fournier | RRRS         | Médecin Maire de Senonches (1953-1963)                                                                    |
| 24 mars 1963 | 2001         | Jean Grandon     | MRP puis DVD | Agriculteur Maire de La Ville-aux-Nonains (1959-1967) Maire de Senonches (1967-2001) Sénateur (1989-1998) |
| 2001         | 2015         | Xavier Nicolas   | UMP          | Pharmacien Maire de Senonches depuis 2001 Vice-Président du Conseil Général d'Eure-et-Loir                |

### Conseillers d'arrondissement (de 1833 à 1940)
| Période                                  | Période | Identité                            | Étiquette         | Qualité |
| ---------------------------------------- | ------- | ----------------------------------- | ----------------- | --- |
| 1833                                     | 1836    | Théodore Nicolas Poucin (1800-1868) |                   | Notaire, maire de Senonches                                                                                 |
| 1836                                     | 1848    | Édouard Goupil (1809-1878)          |                   | Auditeur, puis Maitre des Requêtes au Conseil d'État, propriétaire à Dampierre-sur-Blévy                    |
|                                          |         |                                     |                   | |
| 1919                                     | 1922    | Georges Esnault                     | Républicain       | Mécanicien, maire de Digny                                                                                  |
| 1922                                     | 1928    | Aimé Bizot                          | Républicain       | Ancien maire du Mesnil-Thomas, conseiller municipal de Senonches                                            |
| 1928                                     | 1934    | Norbert Maunoury                    | RG                | Industriel en machines agricoles à Digny                                                                    |
| 1934                                     | 1940    | Arthur Rémy                         | Radical de gauche | Conseiller municipal de Senonches                                                                           |
| 1940                                     |         |                                     |                   | Les conseils d'arrondissement ont été suspendus par la loi du 12 octobre 1940 et n'ont jamais été réactivés |
| Les données manquantes sont à compléter. |         |                                     |                   | |

## Composition
Le canton de Senonches regroupait huit communes et comptait 5 796 habitants (recensement de 2011).
| Communes               | Population (2012) | Code postal | Code Insee |
| ---------------------- | ----------------- | ----------- | ---------- |
| Digny                  | 1 010             | 28250       | 28130      |
| La Framboisière        | 333               | 28250       | 28159      |
| Jaudrais               | 362               | 28250       | 28200      |
| Louvilliers-lès-Perche | 167               | 28250       | 28217      |
| Le Mesnil-Thomas       | 349               | 28250       | 28248      |
| La Puisaye             | 260               | 28250       | 28310      |
| La Saucelle            | 174               | 28250       | 28368      |
| Senonches              | 3 141             | 28250       | 28373      |

## Démographie
| 1962  | 1968  | 1975  | 1982  | 1990  | 1999  | 2006  | 2011  | 2012  |
| ----- | ----- | ----- | ----- | ----- | ----- | ----- | ----- | ----- |
| 5 248 | 5 211 | 5 345 | 5 403 | 5 164 | 5 360 | 5 688 | 5 796 | 5 808 |